# Gary Robertson
Gary David Robertson (Oamaru, 12 de abril de 1950) é um ex-remador neozelandês que ganhou uma medalha de ouro olímpica nos Jogos Olímpicos de Verão de 1972 em Munique.
Robertson é um dos dois únicos medalhistas de ouro olímpicos da Nova Zelândia que nunca ganhou um título nacional importante. Robertson é sobrinho do famoso treinador de remo da Nova Zelândia, Rusty Robertson. Sua filha, que também é remadora, casou-se com o remador campeão olímpico Eric Murray. Os Robertsons viveram na Austrália por um tempo, mas voltaram para Cambridge, Nova Zelândia, quando sua filha estava grávida.
Gary Robertson mais tarde trabalhou como treinador de remo em tempo integral em Christchurch. Atualmente ele é treinador na Waikato Diocesan School for Girls.